# Thayetchaung
Thayetchaung (birmano: သရက်ချောင်းမြို့) es una localidad de Birmania perteneciente a la región de Tanintharyi del sur del país. Dentro de la región, Thayetchaung es la capital del municipio homónimo en el distrito de Dawei.
En 2014 tenía una población de 11 305 habitantes, en torno a la décima parte de la población municipal.
La actual localidad es una reconstrucción de 1961 de un asentamiento que fue destruido en la Segunda Guerra Mundial. La economía local se basa en la agricultura y la pesca.
Se ubica en la orilla oriental del río Tavoy junto a su desembocadura, unos 20 km al sur de la capital regional Dawei, sobre la carretera 8 que lleva a Myeik.